# Mycteromyia asper
Mycteromyia asper är en tvåvingeart som beskrevs av Philip 1958. Mycteromyia asper ingår i släktet Mycteromyia och familjen bromsar. Inga underarter finns listade i Catalogue of Life.